# Carmen Pomiès

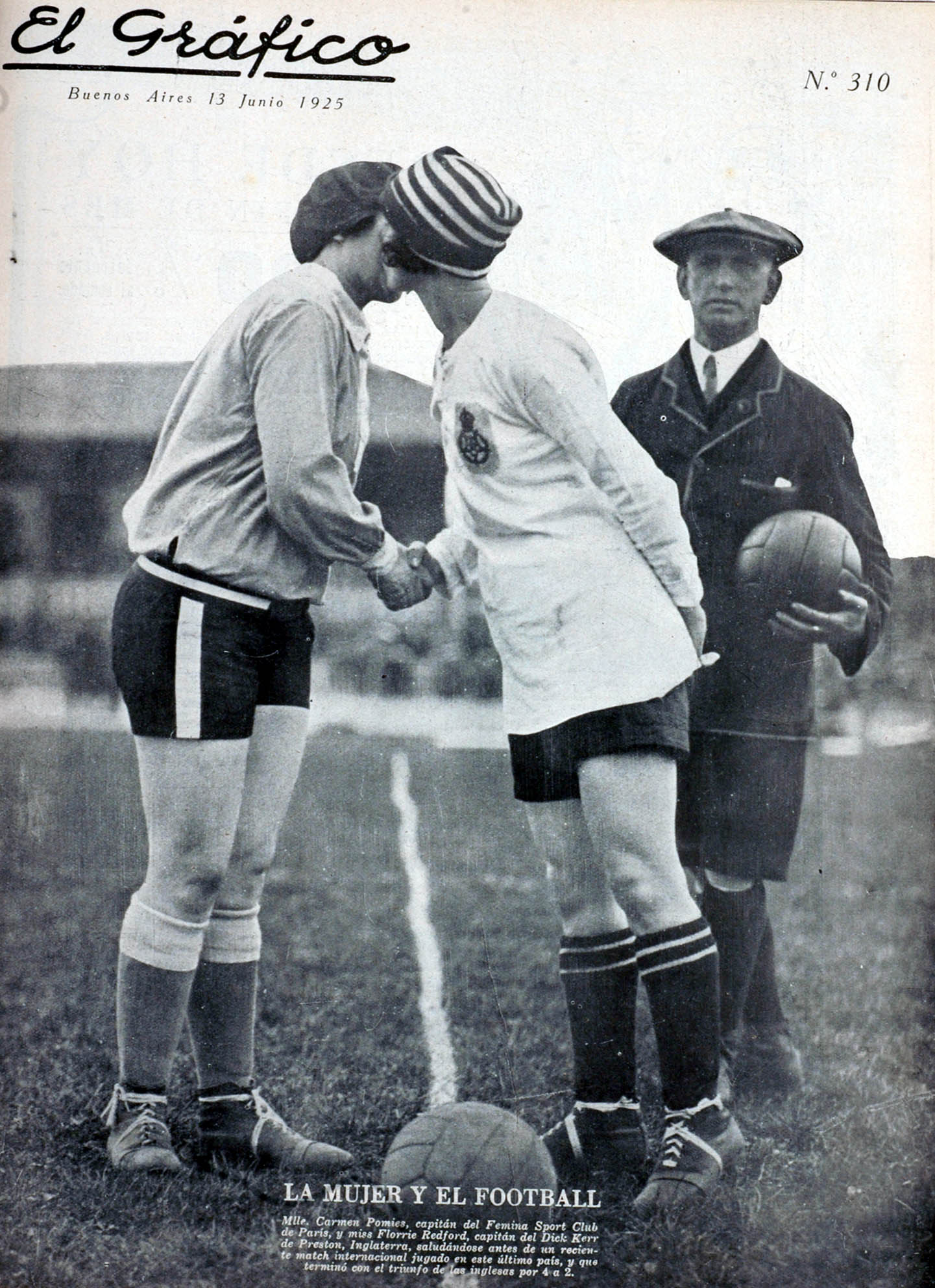
Carmen Pomiès och Florrie Redford på omslaget till den argentinska tidskrift El Gráfico den 13 juni 1925.

Carmen Pomiès, född 29 september 1900, död 29 september 1982, var en fransk friidrottare med hoppgrenar som huvudgren. Pomiès deltog i flera franska friidrottsmästerskap och blev bronsmedaljör vid de första Internationella damspelen i friidrott 1921 och var en pionjär inom damidrott.

## Biografi
Carmen Pomiès föddes i mellersta Frankrike, i ungdomstiden var hon aktiv friidrottare och gick med i kvinnoidrottsföreningen "Fémina Sport" (grundad 1912) i Paris. Hon tävlade främst i kastgrenar men var även aktiv i löpgrenar. Hon var också aktiv som fotbollsspelare.
1920 deltog hon i sina första franska mästerskap (Championnats de France d'Athlétisme – CFA) då hon tog silvermedalj i spjutkastning vid tävlingar 11 juli 1920 på Elisabethstadion i Paris, under samma tävling slutade hon på en 4.e plats i kulstötning.
1920 ingick hon i det kombinationslag (med Jeanne Brulé, Thérèse Brulé, Chatelut, Defigier, Germaine Delapierre, Jeanne Janiaud, Louise Ourry, Rimbaux från "Fémina Sport", Lévêque från "Les Sportives de Paris" och Madeleine Bracquemond, Geneviève Laloz, Thérèse Laloz, Rigal, A. Trotmann, J. Trotmann, Viani från "En Avant Paris") som spelade den första internationella matchen i damfotboll 30 april mot engelska "Dick, Kerr's Ladies FC" i England.
1921 deltog hon vid Damolympiaden 1921 där hon tog bronsmedalj i spjutkastning. Vid franska mästerskapen 3 juli samma år på Pershingstadion i Paris vann hon bronsmedalj i spjutkastning och slutade på en 4.e plats i löpning 1000 meter. Senare samma år medföljde hon åter Frankrikes damlandslag i fotboll på turné i England. Där övertalades hon att stanna i landet och spela för "Dick, Kerr's Ladies", hon debuterade i laget 6 augusti 1921 i en match mot "Coventry Ladies".
1922 ingick hon i Dick, Kerr's Ladies när laget for på turné i Kanada och USA. Laget startade USA-turnén den 24 september på Olympic Park i Clifton, New Jersey med en match mot herrlaget "Paterson Silk Sox", matchen inför 5000 åskådare slutade med förlust 3-6. Den 8 oktober spelade laget en match i Washington, D.C. mot "Washington Soccer Club" (åter ett herrlag). Pomiès stod åter i mål och räddade 11 av 15 skott mot mål, matchen slutade 4-4.
Senare återvände Pomiès till Frankrike där hon fortsatte som fotbollsspelare. Under andra världskriget var hon aktiv i Franska motståndsrörelsen. Efter kriget återvände hon till England där hon bosatte sig i Preston med sin livskamrat Florrie Redford. Pomiès dog 1982.